# Јован (узурпатор)
Јован (? — јул 425) је једно време био цар Западног римског царства (423—425. године). Међутим, с обзиром да га Источно царство никада није признало, третира се као узурпатор. После смрти цара Хонорија, 27. августа 423, Теодосије II, једини владар Теодосијеве династије, није журио да објави смрт свог стрица. Током међувладе, на престо се попео Јован и постао цар. 
Јован је претходно био цивилни службеник на двору. Када је дошао на власт, желео је да се споразуме са Теодосијем, али је овај на престо поставио младог Валентинијана III. Током касне 424. године, Јован је послао Аеција у посланство код Хуна. Док је Аеције био на путу, војска Истока је из Солуна кренула према Италији и убрзо се утврдила у Аквилеји. Када су Јована заробили, довукли су га у логор источне војске, одсекли му руке, а потом је у том стању био приказиван народу, да би му на крају одсекли главу, јула 425. године.
Три дана после Јованове смрти, Аеције се вратио на челу велике хунске војске. Аеције је затим добио положај magister militum, заповедника војске Запада. 